# Sido Lego
Sido Lego is een bestuurslaag in het regentschap Merangin van de provincie Jambi, Indonesië. Sido Lego telt 2351 inwoners (volkstelling 2010).